# Bukov Do
Bukov Do – wieś w Bośni i Hercegowinie, w Federacji Bośni i Hercegowiny, w kantonie zenicko-dobojskim, w gminie Olovo. W 2013 roku liczyła 113 mieszkańców, z czego większość stanowili Boszniacy.